# Людвиг, Михаэль (политик, 1961)
Михаэль Людвиг (нем. Michael Ludwig; род. 3 апреля 1961, Вена) — австрийский политический и государственный деятель. Член Социал-демократической партии (СДП). С мая 2018 года является бургомистром Вены, столицы и крупнейшего города Австрии. С января 2018 года также занимает должность председателя СДП в Вене. Ранее был членом городского совета по вопросам жилищного строительства, строительства и реконструкции городов с января 2007 года до избрания бургомистром. Также был вторым заместителем бургомистра Вены с марта 2009 года по октябрь 2010 года.

## Биография
Вырос в 21-м районе Вены, Флоридсдорфе, проживал в гемайндебау. Вырос при правительстве канцлера СДП Бруно Крайского, которого называет своим политическим кумиром. После окончания начальной школы с 1971 года посещал общеобразовательную среднюю школу в Вене. Затем учился в академии с 1975 по 1980 год. После службы в армии в 1981—1982 годах изучал политологию и историю в Венском университете и в 1992 году защитил докторскую диссертацию о Социалистической единой партии Германии (СЕПГ), правящей партии Германской Демократической Республики (ГДР).
В 1984—1986 годах руководил курсами и проектами в образовательной сфере, а с 1986—1991 годов — ассистентом в венском центре обучения. В 1991 году стал менеджером регионального офиса Института доктора Карла Реннера в Вене и секретарём по вопросам образования СДП в Вене. С 1995 года был председателем Венской ассоциации образования для взрослых и вице-председателем Австрийских центров образования для взрослых, а с 2008 года  был почетным председателем наблюдательного совета Wiener Volkshochschulen GmbH. Также является председателем Архива Бруно Крайского.
В августе 2018 года женился на своей давней подруге Ирмтрауд Россгаттерер.

## Политическая карьера
Начал карьеру в муниципальной политике Вены в должности окружного советника во Флоридсдорфе с 1994 по 1995 год. Затем работал представителем в Федеральном совете с 1996 по 1999 год. В 1999 году вступил в муниципальный совет и ландтаг Вены.
В январе 2007 года был назначен членом городского совета по вопросам жилищного строительства и обновления городов, сменив на этом посту Вернера Файмана. После отставки Греты Ласки стал вторым заместителем мэра 26 марта 2009 года. Покинул свою должность после государственных выборов 2010 года, а вместо него была назначена Мария Василаку из партии Зелёных.
В 2010 году принял председательство в СДП Флоридсдорф, сменив Курта Эдера. 28 мая 2011 года был избран одним из пяти заместителей председателя Венской государственной партийной конференции СДП.
В преддверии парламентских выборов 2017 года высказался против перспективы коалиции между СДП и Партией свободы Австрии (АПС), заявив, что у этих партий слишком мало общего.
В 2017 году бургомистр Михаэль Хойпль объявил о предстоящей отставке. На внеочередной государственной партийной конференции СДП в Вене 27 января 2018 года был избран его преемником на посту председателя СДП в Вене, набрав 57 % голосов делегатов против оппонента Андреаса Шидера. Говорят, что его поддерживали представители венского СДП в крупных районах Флоридсдорф и Донауштадт.
24 мая 2018 года был избран бургомистром Вены.